# Joe Ackerley
Joe Randolph Ackerley (Londra, 4 novembre 1896 – Londra, 4 giugno 1967) è stato uno scrittore e giornalista britannico.
Dal 1935 al 1959 fu direttore artistico del settimanale d'arte britannico della BBC The Listener. Scrittore di chiara fama, viaggiatore infaticabile e cronista prolifico, trascorse gran parte della sua vita a Londra.
Fu amico di E. M. Forster, Wystan Hugh Auden, Christopher Isherwood, Virginia Woolf e Leonard Woolf. Scrisse testi teatrali, un romanzo e quattro libri di memorie, due dei quali sono stati pubblicati in italiano, Il mio cane Tulip e l'autobiografia intitolata Mio padre e io, del 1968.

## Biografia
L'autobiografia di Ackerley Mio padre e io esordisce così: "Sono nato nel 1896 e i miei genitori si sposarono nel 1919". Registrato alla nascita come Joe Ackerley, in seguito aggiunse il secondo nome Randolph riprendendolo da suo zio, Randolph Payne, primo marito della sorella di sua madre, Bunny. Da adulto pubblicò con le sue prime due iniziali e il cognome.
Suo padre, Roger Ackerley, era un commerciante di frutta di successo noto come "Re della Banana di Londra". Roger Ackerley si sposò in prime nozze con una giovane donna svizzera di ricca famiglia di nome Charlotte Louise Burckhardt (1862-1892), che probabilmente morì di tuberculosi prima che avessero figli. Louise fu il soggetto del dipinto di John Singer Sargent La signora con la rosa.
Sua madre era Janetta Aylward, nota come Netta, un'attrice che Roger aveva incontrato a Parigi; i due poi erano ritornati a Londra insieme. Ebbero un rapporto intermittente, e tre anni dopo, nel 1895, ebbero il figlio Peter, poi Joe un anno dopo e Nancy nel 1899. Secondo la zia materna di Joe, Bunny, la nascita di Peter, e probabilmente tutte quelle nascite, furono "incidenti". Disse ad Ackerley: "A tuo padre capitò di finire le lettere francesi quel giorno" (il preservativo), facendo riferimento a quando Peter era stato concepito.
Suo padre mise su casa con sua madre nel 1903, e da quel momento i figli lo videro più regolarmente. Gli affari andavano molto bene e la famiglia aveva "un maggiordomo, un giardiniere, e, ovviamente, un'ottima tavola".
Ackerley fu istruito alla Rossall School, una scuola pubblica e ad una scuola primaria privata a Fleetwood, Lancashire. In questo periodo scoprì di essere attratto da altri ragazzi. Il suo notevole bell'aspetto gli guadagnò il soprannome di "Girlie" (ragazzina), ma da studente non era sessualmente molto attivo. Si descriveva come "un ragazzino casto, puritano, gretto, piuttosto narcisista, più repulso che attratto dal sesso, che mi sembrava una cosa furtiva, colpevole, sporca, eccitante, sì, ma che non aveva niente a che fare con quei sentimenti che io non avevo ancora sperimentato ma in merito ai quali stavo già scrivendo molti orribili versi sentimentali, chiamati storia d'amore e amore". Suo padre gli dette una diaria generosa e non insistette mai perché lo seguisse negli affari.

### Prima guerra mondiale
Dopo lo scoppio della prima guerra mondiale, ad agosto 1914, Ackerley fu arruolato come tenente in seconda. Fu assegnato all'8º battaglione dell'East Surrey Regiment, parte della 18ª divisione, allora di stazione nell'Anglia orientale. A giugno 1915 fu spedito in Francia. Il 1º luglio 1916 fu ferito nella battaglia della Somme. Fu colpito con arma da fuoco al braccio e soffrì per i frammenti di una bottiglia di whisky che gli erano penetrati in un fianco a causa di un'esplosione. Dopo avere giaciuto ferito per sei ore nel cratere creato da una bomba, fu soccorso e spedito a casa con un congedo per malattia.
Presto, però, si offrì volontario per ritornare al fronte. Fu promosso capitano, quando suo fratello maggiore Peter, anch'egli ufficiale nell'East Surrey Regiment, arrivò anch'egli in Francia a dicembre 1916. A quel tempo Ackerley fu il suo superiore. In seguito scrisse che lo spensierato Peter salutava suo fratello "calorosamente e coscienziosamente".
A febbraio 1917 Peter fu ferito in azione durante un incarico pericoloso. Benché Peter fosse ritornato nelle linee britanniche, Ackerley non lo rivide più, perché fu ucciso il 7 agosto 1918, due mesi prima della fine della guerra. La morte di Peter perseguitò Ackerley per tutta la vita; soffrì della sindrome del sopravvissuto.
A maggio 1917 Ackerley guidò un attacco nella regione di Arras, dove fu ferito, questa volta in un gluteo e in una coscia. In attesa di aiuto, sopraggiunsero i tedeschi e lo fecero prigioniero. In quanto ufficiale fu assegnato ad un campo di internamento relativamente confortevole nella neutrale Svizzera. Qui iniziò lo stesura del suo testo teatrale The Prisoners of War, che racconta la «febbre della cabina» durante la prigionia e i suoi desideri frustrati nei confronti di un altro prigioniero britannico. Ackerley non fu rimpatriato nel Regno Unito finché la guerra non finì. Il capitano provvisorio Ackerley lasciò il suo incarico al completamento del servizio, il 24 aprile 1919.

### Carriera
Dall'autunno del 1919 Ackerley frequentò il Magdalene College a Cambridge, nello stesso anno di Patrick Blackett, Geoffrey Webb e Kingsley Martin. Dopo aver ottenuto una laurea triennale in inglese nel 1921 si trasferì a Londra, dove ebbe modo di apprezzare la capitale cosmopolita, e continuò a scrivere. Nel 1923 il suo testo teatrale The Prisoners of War fu incluso in una raccolta di giovani scrittori britannici, iniziando così ad ottenere un certo riconoscimento.
Incontrò E. M. Forster e altri brillanti letterati, ma era solo, nonostante i numerosi partner sessuali. Riscontrando il suo testo teatrale problemi nel trovare un produttore e sentendosi alla deriva in generale e distante dalla sua famiglia, Ackerley si rivolse a Forster perché lo guidasse. Forster, che Ackerley conosceva grazie a Passaggio in India, gli trovò un lavoro come segretario del Maharaja di Chhatarpur.
Ackerley trascorse circa cinque mesi in India, che era ancora sotto il controllo britannico. In India sviluppò una forte antipatia nei confronti dei diversi britannici che lì vivevano. Il libro di memorie comico di Ackerley Vacanza indù esplora alcune delle queste sue esperienze. Il Maharaja era omosessuale e le ossessioni e le avventure di Sua Maestà, insieme alle osservazioni sui britannico-indiani, sono l'oggetto di gran parte dell'umorismo nell'opera.
Nel Regno Unito Prisoners of War fu infine messo in scena nel 1925 ottenendo un certo plauso. Debuttò al Three Hundred Club il 5 luglio 1925, traslocando poi al Playhouse Theatre il 31 agosto. Ackerley gustò il suo successo, al suo ritorno a Londra, brindando con la platea teatrale. Inoltre, attraverso amici di Cambridge, incontrò John Gielgud e altre stelle nascenti del palcoscenico.
Nel 1928 Ackerley entrò a far parte dello staff della British Broadcasting Corporation (BBC) lavorando nel Dipartimento dei colloqui, che organizzava letture radiofoniche da parte di prominenti accademici e personaggi pubblici, fornendo un importante contributo al suo sviluppo; quelle trasmissioni ebbero un'ampia influenza sulla vita letteraria e culturale britannica.
Nel 1935 Ackerley fu nominato editore letterario della rivista della BBC The Listener; occupò questa posizione fino al 1959 scoprendo e promuovendo molti scrittori più giovani, tra i quali W. H. Auden, Christopher Isherwood, Philip Larkin e Stephen Spender, diversi dei quali divennero anche suoi amici personali.
Ackerley fu anche uno dei due mentori di Francis King (l'altro fu C. H. B. Kitchin).

### Vecchiaia e morte
Dal 1943 Ackerley visse in un piccolo appartamento con vista sul Tamigi a Putney. Quasi tutta la sua opera più significativa fu prodotta durante questo periodo. A quell'epoca tre al lavoro stabile alla BBC, terminò l'insoddisfacente promiscuità sessuale dei suoi anni di gioventù; ciò che rimase fu la sua ricerca di ciò che chiamava un «amico ideale».
Ackerley si fece carico finanziariamente di sua sorella Nancy, che era instabile, e dell'anziana zia Bunny. Nel 1946, l'anno che sua madre morì, acquistò un pastore tedesco di nome Queenie. Il cane divenne il suo compagno principale per i 15 anni che seguirono. Durante questo periodo fu maggiormente produttivo. Revisionò Vacanza indù (1952), completò Il mio cane Tulip (1956) e We Think the World of You (1960), e lavorò alle bozze di Mio padre e io.
Nel 1959 lasciò la BBC. Nel 1960 visitò il Giappone per incontrare il suo amico Francis King; fu molto colpito dalla bellezza dello scenario e ancor più dagli uomini giapponesi.
Il 30 ottobre 1961 Queenie morì. Ackerley, che aveva perso un fratello ed entrambi i genitori, lo descrisse come "il giorno più triste della mia vita". Disse: "Mi sarei immolato come una vedova sati quando Queenie morì. Non avrei mai fatto una cosa del genere per nessun umano, ma a causa del mio amore per Queenie sarei stato irresistibilmente costretto". Nel 1962 We Think the World of You vinse il W. H. Smith Literary Award, che gli guadagnò un sostanzioso premio in denaro, ma ciò servì a poco nello scuoterlo dal suo dolore (pensava, comunque, che avrebbe dovuto vincere Richard Hughes.)
Negli anni dopo la morte di Queenie Ackerley lavorò al suo libro di memorie su suo padre iniziando a bere molto. Sua sorella Nancy lo trovò morto nel suo letto la mattina del 4 giugno 1967. Il biografo di Ackerley Peter Parker dà come causa della morte una trombosi coronarica.
Verso la fine della sua vita Ackerley vendette 1.075 lettere di Forster datate dal 1922 in poi, per le quali ricevette 6.000 sterline. Disse che era "una somma di denaro che permetterà a Nancy e a me di vivere agiatamente e senza problemi fino alla tomba". Ackerley non visse a sufficienza per godersi quel denaro, ma i diritti d'autore delle sue opere esistenti e quelli delle opere postume permisero a Nancy di vivere una vita relativamente confortevole fino alla sua morte, nel 1979.

### Sessualità
Ackerley era apertamente omosessuale dopo la morte dei suoi genitori; si era reso conto della sua omosessualità quando era internato in Svizzera, durante la prima guerra mondiale e nei suoi scritti la scandagliò dettagliatamente. Apparteneva a un circolo di letterati omosessuali notevoli, che sfidava le convenzioni, in particolare l'omofobia che teneva gli uomini omosessuali nascosti o esponeva gli uomini apertamente omosessuali alla persecuzione giudiziaria.
Benché non avesse mai trovato l'"amico ideale", perlomeno tra gli umani, ne scrisse spesso. 
Ebbe molte relazioni di lungo termine; era un "twank", secondo un termine usato dai marinai e dalle guardie nazionali per descrivere un uomo che pagava per delle prestazioni sessuali. Descrisse il rituale di abbordare e intrattenere una giovane guardia, un marinaio o un operaio; Forster lo avvisò: "Joe, devi smettere di cercare oro nelle miniere di carbone".
Il suo libro di memorie è utile come guida alla sessualità di un uomo omosessuale della sua generazione. W. H. Auden nella sua recensione a Mio padre e io specula che ad Ackerley piacesse il "fraterno" atto sessuale della masturbazione reciproca invece che la penetrazione. Ackerley si descriveva "piuttosto impenetrabile".
Incoraggiò Harry Daley a pubblicare This Small Cloud, un resoconto delle sue esperienze come agente di polizia omosessuale che batteva Bloomsbury (Daley fu dipinto in uniforme da Duncan Grant).

### Seconda famiglia del padre
Ad ottobre 1929 il padre di Ackerley, Roger Ackerley, morì di sifilide terziaria. Poco tempo dopo Ackerley trovo una nota di suo padre sigillata indirizzata a lui, che concludeva: 
"Non mi scuserò, vecchio mio. Ho fatto il mio dovere nei confronti di tutti per quanto è stato possibile alla mia natura e spero che la gente in generale sarà clemente nel loro ricordo di me. Tutti i miei amici uomini sanno della mia seconda famiglia e della loro madre, quindi non ti sarà difficile metterti sulle loro tracce".
Ackerley scoprì così che suo padre aveva avuto una seconda famiglia per oltre 20 anni. Roger faceva visita alle sue figlie tre o quattro volte all'anno, quando presumibilmente viaggiava per affari, e a volte quando portava a spasso il cane della sua prima famiglia. La sua compagna, Muriel Perry, aveva prestato servizio come infermiera durante la prima guerra mondiale ed era impegnata nella sua carriera; vedeva le loro tre figlie saltuariamente (Sally ed Elizabeth, gemelle nate nel 1909, e Diana, nata nel 1912). Di loro si occupava la signorina Coutts. La nascita della più piccola non fu mai registrata, ma a tutte e tre fu dato il cognome della madre. Ackerley descrisse la vita delle sue sorellastre nelle sue memorie del 1968: "Non avevano cure genitoriali, né vita familiare, né amici". Per anni le ragazze pensarono che il loro padre fosse lo "zio Bodger", che occasionalmente portava loro regali e soldi. Ackerley da allora in poi si occupò della seconda famiglia di suo padre senza mai dirlo a sua madre, che morì nel 1946.
Per anni Ackerley fu ossessionato dal rapporto con suo padre, sia per la tensione dovuta alla sua omosessualità ancora nascosta che per ciò che descriveva come la personalità dominatrice di suo padre. Nelle sue memorie Mio padre e io (1969), che un recensore definì il "mistero" del figlio sulle tracce di suo padre, Ackerley speculava che suo padre avesse avuto anch'egli alcune esperienze omosessuali da giovane guardia. Cercando di capire la vita di suo padre si trovò a fare i conti con la sua propria.
Nel 1975 Diana Perry, a quell'epoca Diana Petre, pubblicò un suo libro di memorie, The Secret Orchard of Roger Ackerley. Il termine "secret orchard" (frutteto segreto) era usato da Roger riferendosi alla sua seconda famiglia, parlandone alla fine della nota a suo figlio.

### Eredità culturale
Il film per la TV del 1980 We Think the World of You, realizzato dalla BBC e con Benjamin Whitrow nel ruolo del protagonista, non è un adattamento vero e proprio del romanzo, benché ne includa degli elementi, ma si ispira alla vita di Ackerley. Scritto da Tristram Powell e Paul Bailey e diretto da Powell, vinse un premio BAFTA nel 1981.
La sorella di Ackerley, Nancy, nel 1982 istituì in suo onore il Premio PEN/Ackerley, che da allora viene assegnato annualmente..

## Opere
- The Prisoners of War (prima rappresentazione 5 luglio 1925) – testo teatrale sulla confortevole prigionia del Capitano Conrad in Svizzera durante la prima guerra mondiale. Conrad soffrì principalmente per il suo desiderio per l'attraente giovane tenente Grayle. Ackerley dichiarò che avrebbe preferito il titolo The Interned a The Prisoners of War.[25]
- Escapers All (1932) – 15 resoconti in prima persona di uomini fuggiti dai campi di prigionia durante la prima guerra mondiale, edito e con introduzione di Ackerley (pubblicato da The Bodley Head).
- Vacanza indù (1932, revisionato e accresciuto nel 1952) – libro di memorie del breve incarico di Ackerley come segretario di un maharaja indiano nella città di Chhatarpur, che lui nel libro chiama Chhokrapur, che significa "Città dei ragazzi". Trad. di Franco Salvatorelli, Adelphi, 2016, ISBN 978-8845930799.
- Il mio cane Tulip (1956) – resoconto della vita con il suo cane Queenie. La sua compagnia gli permise di smettere di cercare sesso occasionale. Il nome del cane nel libro fu cambiato in Tulip perché gli editori di Commentary, che ne avevano acquistato un estratto, si preoccupavano del fatto che usare il nome Queenie potesse incoraggiare delle burla sulla sessualità di Ackerley. Il libro fu adattato in un film d'animazione uscito nel 2009, con Christopher Plummer, Lynn Redgrave e Isabella Rossellini nei ruoli di protagonisti. Trad. di Giona Tuccini, Voland, 2007, ISBN 9788888700854.
- We Think the World of You (1960) – unico romanzo di Ackerley; esplora la vita di un uomo intellettuale della classe media (ispirato verosimilmente alla vita dell'autore) e della sua famiglia, appartenente al proletariato di Londra. Include un resoconto in forma di fiction dell'esperienza di Ackerley con il suo cane Queenie, chiamato "Evie" nel libro. Esplora le frustrazioni della relazione tra il narratore omosessuale e il precedente padrone di Evie, che era (principalmente) eterosessuale. Il romanzo fu anche adattato in un film dallo stesso titolo, con Alan Bates e Gary Oldman nei ruoli dei protagonisti, che uscì nel 1988.

### Opere postume
- Mio padre e io (1968) – libro di memorie della vita dell'autore e del rapporto con suo padre. Insieme alle memorie del 1975 della sua sorellastra Diana Petre fu alla base del film per la TV del 1979 Secret Orchards, sui due gruppi di figli di loro padre. Trad. di G. Arborio Mella e Aldo Busi, Adelphi, 1981.
- E.M. Forster: A Portrait (1970) – breve biografia dello scrittore.
- Micheldever and Other Poems (1972) – volume di poesie.
- The Ackerley Letters (1975) – raccolta di lettere, edita da Neville Braybrooke.
- My Sister and Myself (1982) – selezione di pagine dal diario di Ackerley, edita da Francis King. La maggior parte del materiale fa riferimento al rapporto tra Ackerley e sua sorella Nancy West (nata Ackerley).